# Justin Snith
Justin Snith (ur. 8 grudnia 1991 w Calgary) – kanadyjski saneczkarz, wicemistrz olimpijski, czterokrotny medalista mistrzostw świata.

## Kariera
Pierwszy sukces w karierze osiągnął w 2009 roku, kiedy w parze z Tristanem Walkerem zdobył brązowy medal w dwójkach na mistrzostwach świata juniorów w Nagano. W 2012 roku wystartował na mistrzostwach świata w Altenbergu, zdobywając brązowy medal w zawodach drużynowych. Wynik ten powtórzył podczas mistrzostw świata w Siguldzie w 2015 roku i mistrzostw świata w Königssee rok później, a na mistrzostwach świata w Whistler w 2013 roku wspólnie z Alex Gough, Samuelem Edneyem i Tristanem Walkerem zajął drugie miejsce. W 2010 roku wystąpił na igrzyskach olimpijskich w Vancouver, gdzie był piętnasty w dwójkach. Brał też udział w igrzyskach olimpijskich w Soczi w 2014 roku, gdzie razem ze Snithem był czwarty w dwójkach; czwarte miejsce zajął też w zawodach drużynowych. W 2018 roku, w Pjongczangu wywalczył srebro w sztafecie, w dwójkach zajmując piąte miejsce.